# Deutsche Reichsgründung

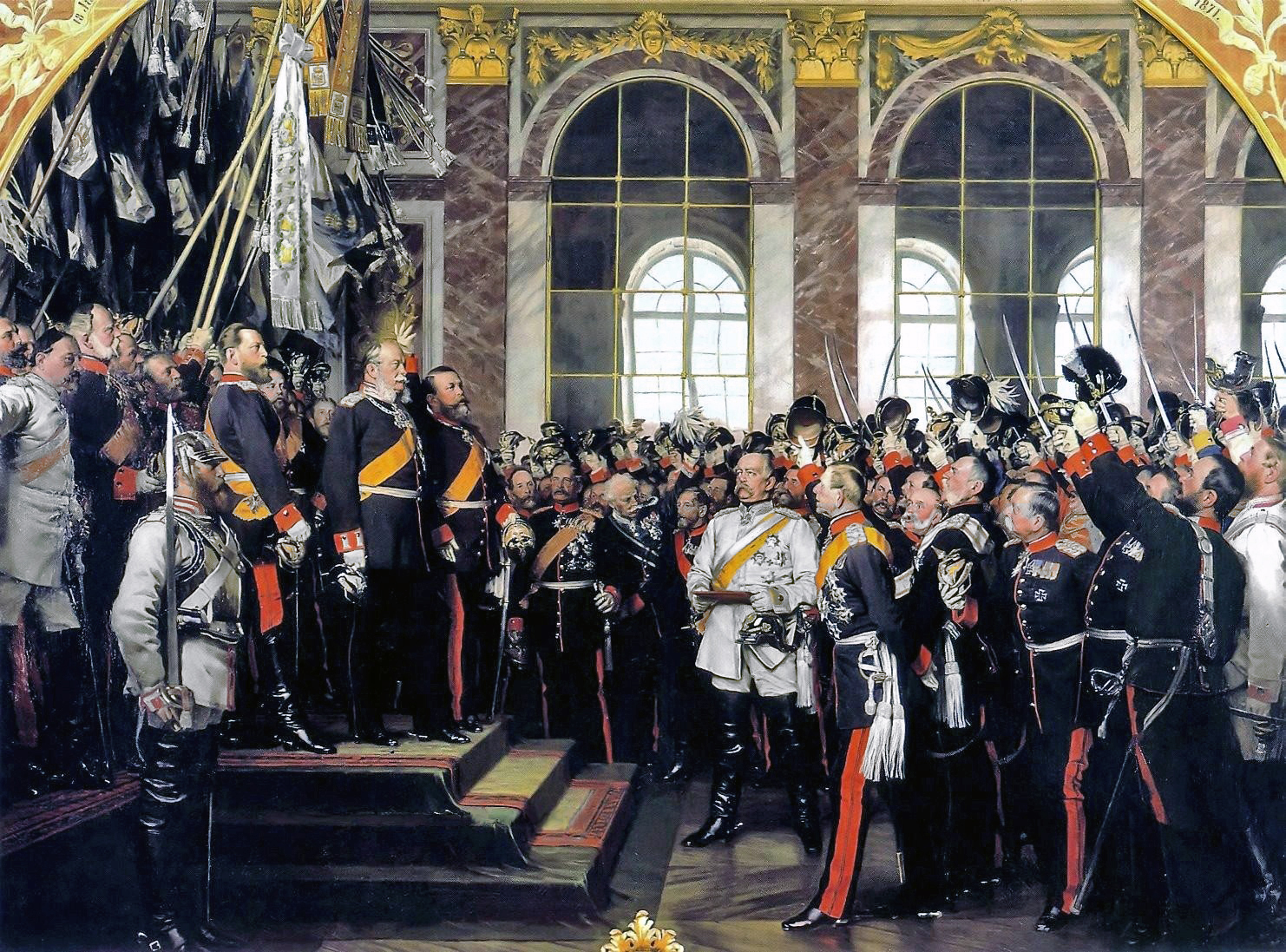
Anton von Werner: Die Proklamierung des deutschen Kaiserreiches (18. Januar 1871) (dritte Fassung 1885), Bismarck-Museum Friedrichsruh

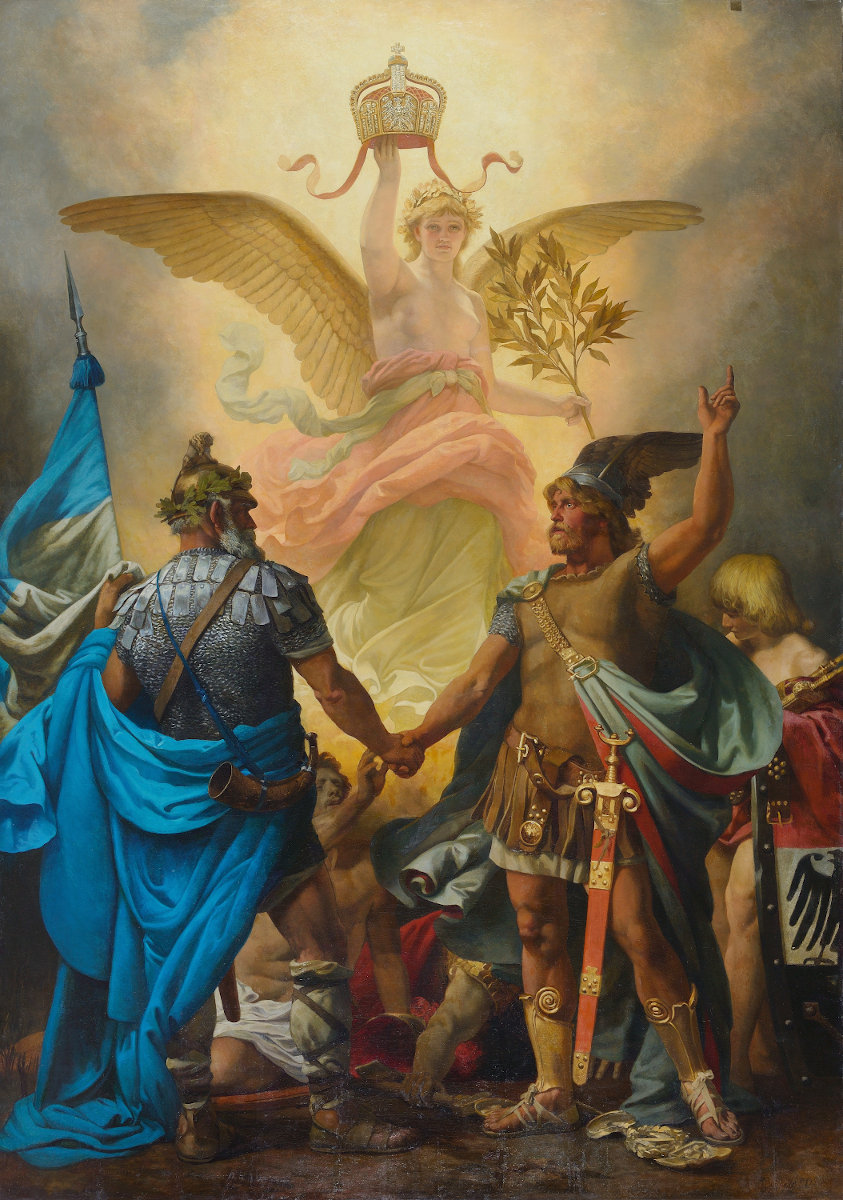
Anton von Werner: Victoria – Die Vereinigung von Nord- und Süddeutschland 1871, Allegorische Darstellung der Vereinigung der süddeutschen Staaten mit dem Norddeutschen Bund (Saarbrücker Rathauszyklus, 1880), Historisches Museum Saar

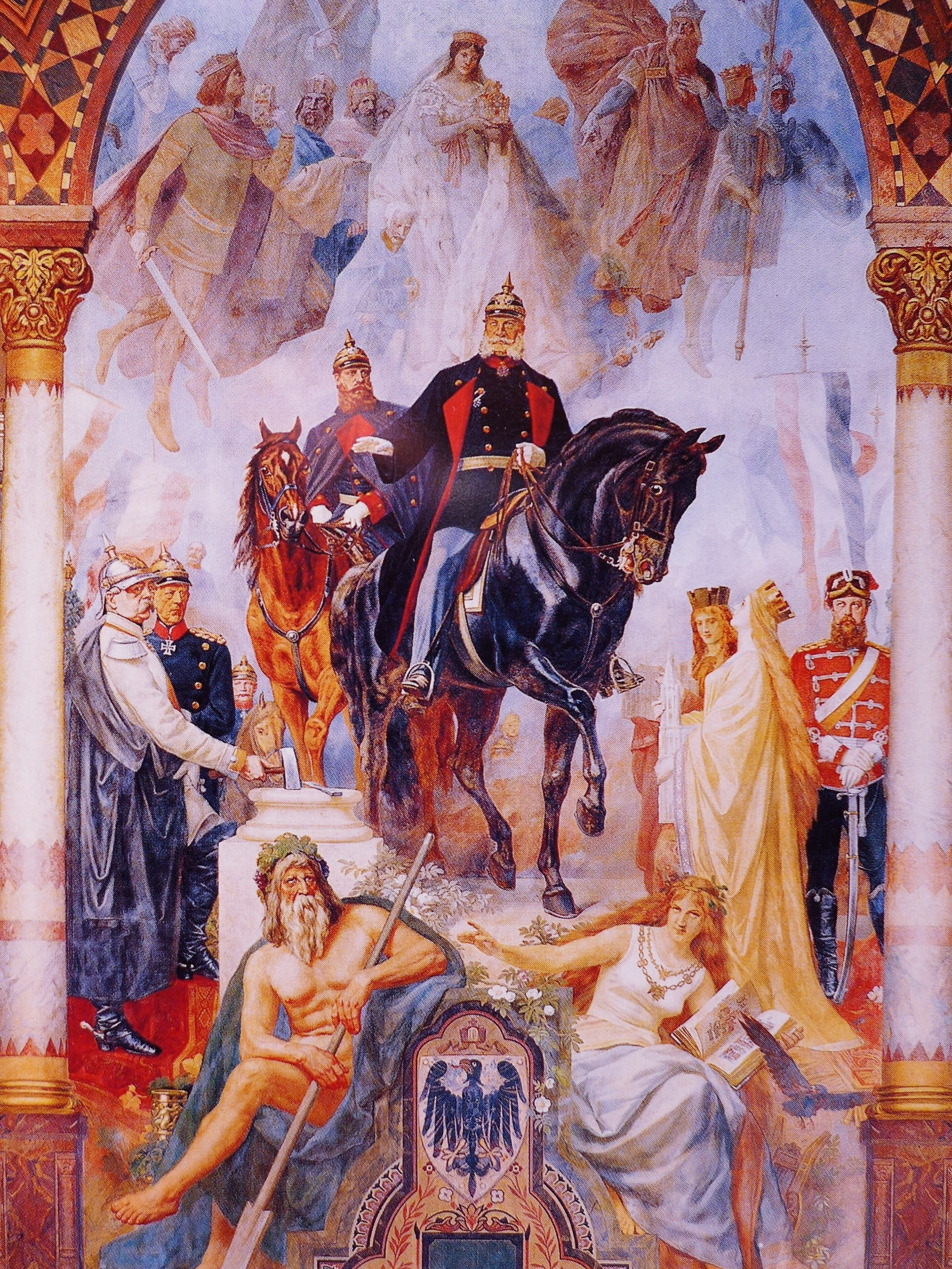
Hermann Wislicenus: Die Wiedererstehung des Deutschen Reiches 1871, Zentralgemälde des Kaisersaals der Goslarer Kaiserpfalz (1882)

Als deutsche Reichsgründung wird die Gesamtheit der politischen, militärischen und wirtschaftlichen Prozesse bezeichnet, die zur Konstituierung des Deutschen Kaiserreichs im Jahr 1871 und damit zur Entstehung des modernen deutschen Nationalstaats führten.
Der Abschluss dieser Prozesse in Form der kleindeutschen Lösung unter Führung Preußens und unter Ausschluss Österreichs war eine Folge des im Deutschen Zollverein bereits weitgehend vollzogenen wirtschaftlichen Zusammenschlusses sowie der Einigungskriege und des gemeinsamen Sieges des von Preußen geführten Militärbündnisses der deutschen Staaten im Deutsch-Französischen Krieg (siehe auch Deutsche Einigung). Mit den Novemberverträgen von 1870 traten die süddeutschen Staaten Baden, Württemberg und Bayern sowie Hessen mit seinen Gebieten südlich der Mainlinie zum 1. Januar 1871 dem von Preußen dominierten Norddeutschen Bund bei. Am selben Tag trat die neue Bundesverfassung in Kraft, wodurch der föderale deutsche Staat, formell ein Bund der Fürsten und Freien Städte, erheblich zum neu geschaffenen Deutschen Reich ausgedehnt wurde. Als Reichsgründungstag wurde später jedoch der 18. Januar gefeiert, an dem der preußische König Wilhelm I. in Versailles zum Deutschen Kaiser proklamiert worden war.
Zeitgenössisch wurde der neu gegründete Staat als Nachfolger des 1806 untergegangenen Heiligen Römischen Reichs Deutscher Nation gesehen und daher als „Zweites Deutsches Reich“ bezeichnet.

## Begriff

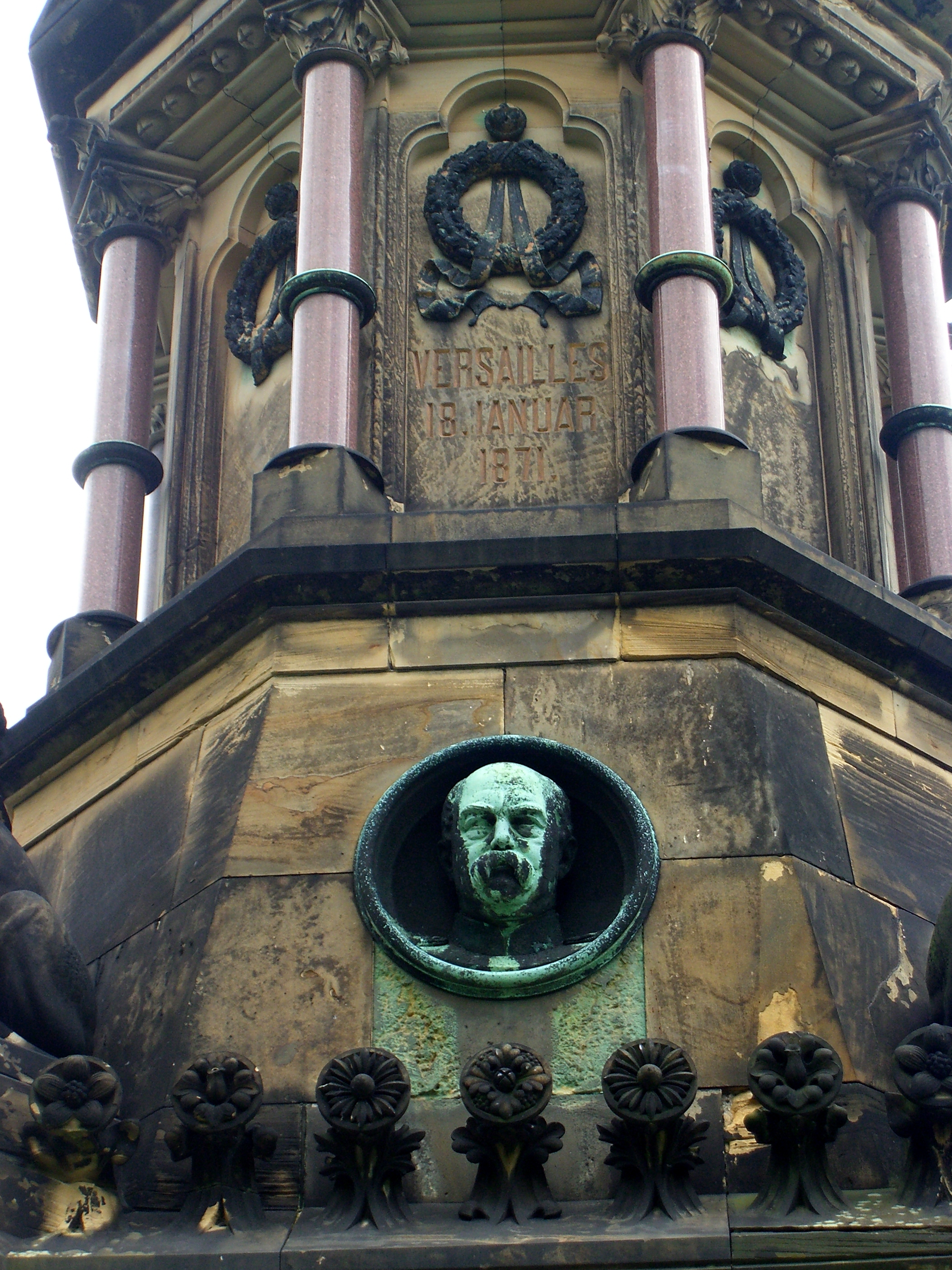
Kriegerdenkmal (Magdeburg)

Die Reichsgründung ist kein einzelner Akt gewesen, den man klar von anderen abgrenzen könnte. In der Literatur finden sich mehrere Definitionen, die sich auf vier Zeiträume aufteilen lassen. Allerdings sind die Autoren nicht immer konsistent mit ihrer Abgrenzung. Sie rührt oftmals auch vom konkreten Thema oder Aufbau ihrer Publikation her. Es ist an sich auch kein Widerspruch, einerseits von einer zeitlich sehr begrenzten Reichsgründung von 1871 zu sprechen, andererseits von einer Reichsgründungsepoche, die man oft mit der Revolution von 1848/1849 einsetzen lässt.
So konzentriert sich Michael Stürmer in Die Reichsgründung auf Otto von Bismarck und die Jahre 1866 bis 1878 (vom Deutschen Krieg bis zum Berliner Kongress). Er greift aber bis zum Heiligen Römischen Reich zurück. Die eigentliche Ereignisgeschichte setzt dort 1848/1849 ein. Das Ergebnis der Revolution sei „ein Schwebezustand“ gewesen, „keine Rückkehr zu jener Ordnung, die im März 1848 wie ein Kartenhaus zusammengestürzt war, eine Blockade der mitteleuropäischen Nationalstaatsbildung.“ Die „Reichsgründungsepoche“ endet für Stürmer in der zweiten Hälfte der 1870er-Jahre mit der außenpolitischen Konsolidierung des Reiches. Ähnlich wie Stürmer geht Frank Lorenz Müller der Frage nach, ohne sie eindeutig zu beantworten:
„Stand 1848/49 am Beginn einer die Jahre 1845 bis 1871 umfassenden Wandlungsperiode, die den Durchbruch der politischen, ökonomischen und sozialen Moderne brachte? […] Langfristig hatte der Sieg der Gegenrevolution im Sommer 1849 weder Leichenstarre noch Friedhofsruhe bewirkt. Deutschland blieb im Wandel.“
Am kürzesten wird die „Reichsgründung“ knapp mit der Jahreswende 1870/1871 umschrieben. Ernst Rudolf Huber beschreibt die Zeit vom Kaiserplan im Frühjahr 1870 über den Kriegsbeginn im Juli, die sog. Novemberverträge, die Verfassung des Deutschen Bundes vom 1. Januar, „die Einsetzung der Reichsorgane“ einschließlich der Kaiserproklamation und der Reichstagswahl im März bis zur neuen Verfassung vom April 1871. Gerade die Kaiserproklamation vom 18. Januar 1871 sei „im Bewußtsein der Deutschen der eigentliche Reichsgründungsakt geblieben“, so Theodor Schieder. Der Kurator der Kunstsammlung des Deutschen Bundestages Andreas Kaernbach beklagt, die Zeit des Deutschen und des Norddeutschen Bundes erscheine häufig nur als Vorgeschichte der Reichsgründung und bloßes Durchgangsstadium, „nicht aber als Epoche von eigenem historischen Gewicht.“
Viele Publikationen nehmen den Norddeutschen Bund und dessen unmittelbare Vorgeschichte hinzu. Dann kommt man auf die Jahre 1866 bis 1871. Als entscheidendes Ereignis wird vor allem der preußische Sieg bei Königgrätz hervorgehoben, der den deutsch-deutschen Dualismus beendete. Zumeist nimmt man den deutschen Krieg gegen Dänemark hinzu (1864; „Einigungskriege“). Einige Autoren lassen das „Reichsgründungsjahrzehnt“ mit der Gründung des Deutschen Nationalvereins beginnen (1859). In der Verlängerung bis 1878 spricht man auch von der Liberalen Ära. Die Jahre um 1878 werden auch „Zweite Reichsgründung“ genannt, weil sich eine neue „Allianz zwischen Egge und Hochofen“ gebildet habe, zwischen Unternehmern der Schwerindustrie und der feudalen Elite.
Andere Autoren sprechen von einer „Reichsgründungszeit“ oder „Reichsgründungsepoche“ oder von einem „Weg zur Reichsgründung“ und meinen dabei die Jahre seit 1848/49 bis 1871. Christian Jansen sieht in den Revolutionen von 1848/49 die „Initialzündung für die Nationalstaatsgründung“ auch wegen der damaligen Parteienbildung. In dieser Sichtweise war die Paulskirchenverfassung von 1849 der erste Einigungsversuch. In der Zeit von 1848 bis 1866/1871 wurde der Dualismus als Problem für die Nationalstaatsbildung erkannt und (durch Krieg) gelöst ebenso wie die Schleswig-Holstein-Frage. Bismarck war 1848/1849 bereits politisch aktiv und hatte sich nachweislich mit den damaligen Verfassungen beschäftigt. Der Weg zur Erfurter Union, mit der Wahl einer konstituierenden Versammlung, die mit den Fürsten eine Verfassung vereinbarte, war das Vorbild für die Bundesgründung 1867.

## Nationalstaatsgründung
Die Reichsgründung bezieht sich nur auf den staatsrechtlichen und vor allem den politisch-psychologischen Aspekt; das Völkerrechtssubjekt, dessen Staatsgebiet durch die Novemberverträge 1870 zum Deutschen Bund erweitert und dann in „Deutsches Reich“ umbenannt wurde, bestand nämlich schon seit der Umwandlung des Norddeutschen Bundes von einem Militärbündnis in einen Bundesstaat, der sich eine von Bismarck entworfene Verfassung gab, die am 1. Juli 1867 nach längeren Verhandlungen mit Zustimmung der Landtage der einzelnen Staaten als Verfassung des Norddeutschen Bundes in Kraft trat.
Der Verfassung des Deutschen Bundes (DBV) in der Fassung vom 1. Januar 1871 folgte eine redigierte Fassung vom 16. April 1871, die heute meist als Bismarcksche Reichsverfassung bezeichnet wird. Diese trat schließlich am 4. Mai 1871 rückwirkend zum 1. Januar desselben Jahres in Kraft:
Die Reichsgründung muss demnach auf verschiedenen Ebenen untersucht werden, einer rechtlichen, einer parlamentarischen und einer symbolischen Ebene, wobei die Kaiserproklamation am 18. Januar die symbolische Ebene der Annahme der Kaiserwürde widerspiegelt. Michael Kotulla konstatiert dazu: „Festzuhalten bleibt indes der Symbolcharakter dieses Aktes, der zwar im Bewußtsein der Öffentlichkeit sicherlich als Geburtsstunde des Reiches galt, aber staatsrechtlich bedeutungslos war.“ Diese Symbolhandlung entsprach der tatsächlichen Realität des vergrößerten Bundes und nunmehrigen Gesamtdeutschlands.

## Kaiserproklamation in Versailles

### Vorgeschichte
Der Deutsche Krieg von 1866 führte im Frieden von Prag zur Auflösung des 1815 begründeten Deutschen Bundes. Hintergrund des Krieges war, dass Otto von Bismarck einen kleindeutschen Nationalstaat unter preußischer Führung anstrebte. Eine solche Lösung der deutschen Frage war nach Einschätzung Bismarcks nur ohne Österreich möglich, da die Habsburgermonarchie faktisch wegen ihrer bisherigen hegemonialen Führungsposition im Deutschen Bund wirtschaftlich und militärisch zu bedeutend war. Nach dem preußischen Sieg in der Schlacht bei Königgrätz konnte Bismarck gegen den Willen der Habsburger die Gründung des Norddeutschen Bundes als Militärbündnis im August 1866 ohne Österreich durchsetzen (siehe auch: Deutscher Dualismus, Deutsche Frage). Ein Jahr später gab sich der Norddeutsche Bund eine Verfassung und wurde damit zu einem Staat. Bereits im Januar 1870 sondierte Bismarck, ob man dem Bundespräsidium den Kaisertitel geben könnte („Kaiserplan“), jedoch stand bald darauf die spanische Krise im Zentrum der Aufmerksamkeit.
Im Jahr 1868 hatten spanische Militärs Königin Isabella II. abgesetzt. Als Anwärter für die Königsnachfolge wurde Prinz Leopold von Hohenzollern gehandelt, der durch den preußischen Ministerpräsidenten Otto von Bismarck in seiner Kandidatur unterstützt wurde. Kurz nach der Annahme der Kandidatur verzichtete Prinz Leopold aber unter dem Einfluss seines Vaters, Fürst Karl Anton, und des Königs von Preußen Wilhelm I. auf den spanischen Thron, da Frankreich wegen dieser Kandidatur mit Krieg gedroht hatte. Der Kaiser der Franzosen, Napoléon III., wollte sich jedoch mit dem einfachen Zurückziehen der Kandidatur nicht begnügen und entsandte seinen Botschafter, Vincent Benedetti, nach Bad Ems, um dort diesbezüglich in Verhandlungen mit dem König von Preußen zu treten. Napoléon forderte von Preußen eine offizielle Entschuldigung und den generellen Verzicht der Hohenzollern beziehungsweise Sigmaringer auf den spanischen Thron auch für die Zukunft, die König Wilhelm I. nicht akzeptieren wollte. „Aber man wollte mehr: die preußische Regierung war noch nicht bloßgestellt, der Sieg schien noch nicht vollkommen. Darum erhielt Benedetti den Auftrag, von König Wilhelm eine Sanktion des Verzichtes zu verlangen. Der König solle erklären, dass er auch für die Zukunft den Sigmaringern verbieten würde, die spanische Krone anzunehmen.“ Wilhelm lehnte dies ab. Bismarck veröffentlichte die Gespräche darüber zeitgleich, was in Deutschland und Frankreich zu großer Empörung führte. Bismarck hatte die Forderung und die Ablehnung bewusst konfrontativ dargestellt (sogenannte Emser Depesche). Die französische Nationalversammlung (das Parlament) bewilligte am 15. Juli Mittel für einen Krieg, sodann erklärte das Kaiserreich Frankreich am 19. Juli 1870 Preußen den Krieg. Darum stellten sich die süddeutschen Staaten gemäß der Schutz- und Trutzbündnisse, die im Verteidigungsfall zum Tragen kamen, an die Seite Preußens. Die folgenden Siege über die französischen Armeen im August und September 1870 ließen die Bereitschaft in Süddeutschland wachsen, sich dem Norddeutschen Bund als staatlichem Zusammenschluss mit föderativen Strukturen anzuschließen. Den Verhandlungen lag eine Denkschrift zugrunde, die Bismarcks enger Mitarbeiter Rudolph von Delbrück am 13. September 1870 erstellt hatte. Danach sollte die Verfassung des Norddeutschen Bundes beibehalten werden. Eine Verfassungsgebende Versammlung kam zu keinem Zeitpunkt in Betracht. Baden und Hessen traten bereits am 15. November dem Norddeutsche Bund bei, doch Bayern sperrte sich weiterhin. Schließlich willigte auch König Ludwig II. ein, nachdem er mit einer hohen, jährlich zu zahlenden Summe bestochen worden war, die Bismarck dem geheimen Welfenfonds entnahm. Außerdem wurden ihm Reservatrechte bezüglich des bayerischen Militärs, der Post- und der Eisenbahnverwaltung zugesichert. So motiviert, unterzeichnete er am 30. November den von Bismarck verfassten Kaiserbrief. Im Dezember fuhr eine Reichstagsdelegation („Kaiserdeputation“) ins besetzte Frankreich, um dem preußischen König die Kaiserkrone anzutragen.

### Proklamation am 18. Januar

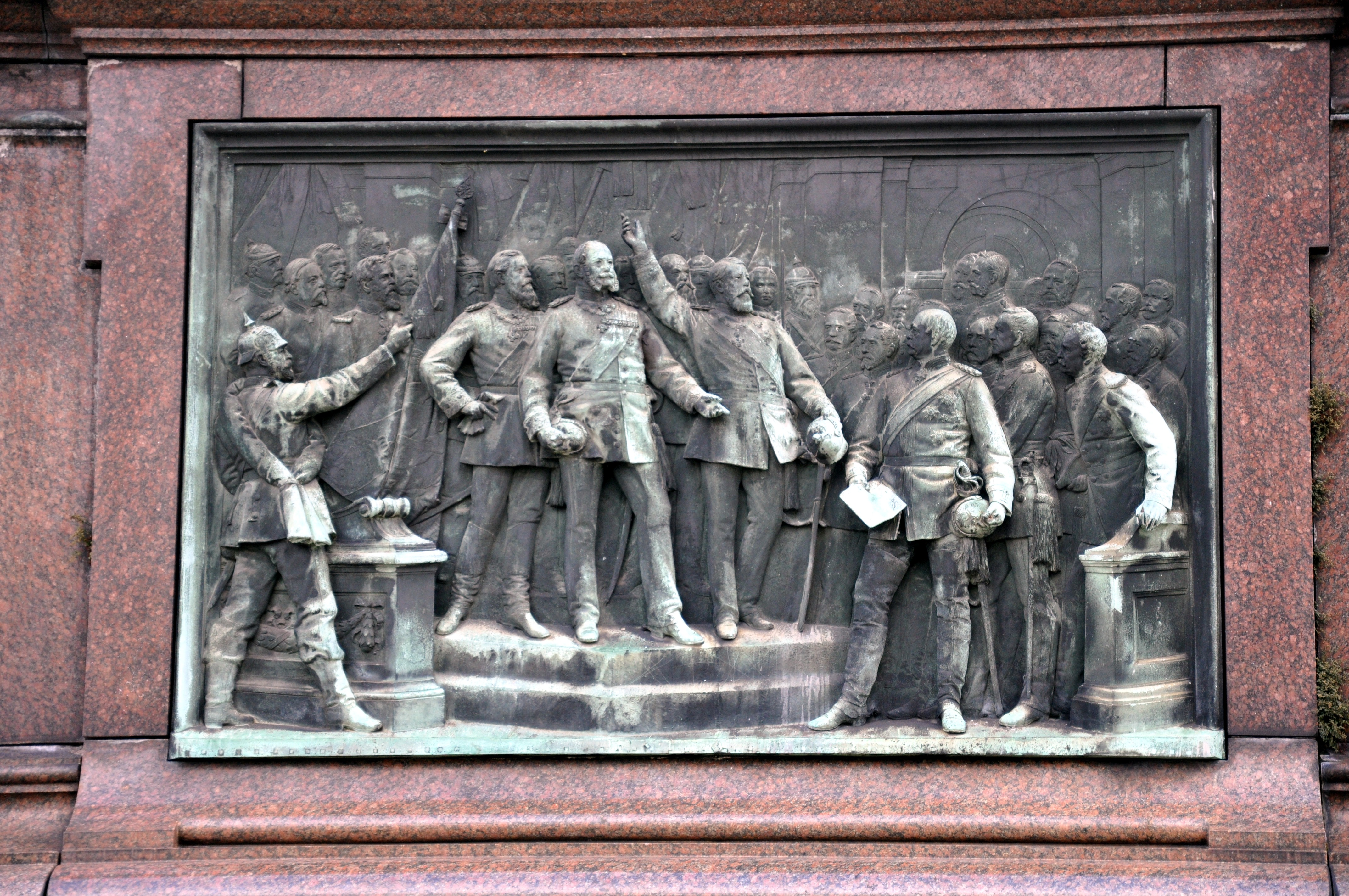
Kaiserproklamation in Versailles (Relief auf dem Sockel des Kaiser-Wilhelm-Denkmals von 1897 in Karlsruhe)

Am 9. und 10. Dezember 1870 beschlossen Reichstag und Bundesrat, dem Inhaber des Bundespräsidiums den Kaisertitel anzutragen; Wilhelm hatte den Titel gegenüber einer Kaiserdeputation des Reichstags angenommen (18. Dezember). Außerdem sollte das Land in „Deutsches Reich“ umbenannt werden. Wirksam wurde dies am 1. Januar 1871 mit einer neuen Verfassung. Die spätere Proklamation war nur ein „Akt der förmlichen Amtseinweisung und Amtsergreifung“, der „18. Januar war kein Reichsgründungstag“ (E. R. Huber).
Als Tag der Kaiserproklamation hatte man den 18. Januar ausersehen, den Tag der Königskrönung Friedrichs III. von Brandenburg zum ersten preußischen König Friedrich I. im Jahr 1701, womit das Königreich Preußen gegründet worden war. Die Erinnerung an dieses genau 170 Jahre zurückliegende Ereignis erlaubte es, sich des Aufstieges der Hohenzollern von Kurfürsten zu mächtigen Monarchen Europas zu erinnern.
Zur Zeit der Kaiserproklamation wurde die französische Hauptstadt Paris von den Koalitionstruppen belagert. Sitz des großen Hauptquartiers der deutschen Armeen war Versailles. Die preußische Führung und – zumindest teilweise – die Spitzen der Verbündeten waren um Paris versammelt. Diese Umstände und möglicherweise auch der Wille, die Stellung als europäische Großmacht kundzutun, führte zur Wahl eines bezeichnenden Rahmens, des prachtvollen Spiegelsaales im Schloss Versailles, dessen Deckengemälde Ludwig XIV., den Sonnenkönig, als Eroberer deutscher Städte und Länder feierten.
Zur feierlichen Proklamation marschierten am 18. Januar 1871 deutsche Truppen in Paradeuniform und mit Musikcorps am Schloss Versailles auf. Für den liturgischen Festakt, der von protestantischen Feldgeistlichen zelebriert wurde, war eine Mittelnische des Spiegelsaals der Residenz zum Altarplatz umfunktioniert worden. Um diesen gruppierten sich das Musikcorps, ein aus Regimentsangehörigen gebildeter Sängerchor und Fahnenabordnungen. Am Ende der Galerie erhob sich eine um einige Stufen erhöhte Estrade, auf der Wilhelm I. und die Bundesfürsten Aufstellung nahmen. Zum Abschluss des Festakts erklang der Choral Nun danket alle Gott.
Otto von Bismarck verlas die Proklamation:

„Wir, Wilhelm von Gottes Gnaden, König von Preußen, nachdem die Deutschen Fürsten und Freien Städte den einmütigen Ruf an Uns gerichtet haben, mit der Herstellung des Deutschen Reiches die seit mehr als sechzig Jahren ruhende Deutsche Kaiserwürde zu erneuern und zu übernehmen, und nachdem in der Verfassung des Deutschen Bundes die entsprechenden Bestimmungen vorgesehen sind, bekunden hiermit, daß Wir es als eine Pflicht gegen das gemeinsame Vaterland betrachtet haben, diesem Ruf der verbündeten Deutschen Fürsten und Städte Folge zu leisten und die Deutsche Kaiserwürde anzunehmen. Demgemäß werden Wir und Unsere Nachfolger an der Krone Preußens fortan den Kaiserlichen Titel in allen Unseren Beziehungen und Angelegenheiten des Deutschen Reiches führen und hoffen zu Gott, daß es der Deutschen Nation gegeben sein werde, unter dem Wahrzeichen ihrer alten Herrlichkeit das Vaterland einer segensreichen Zukunft entgegenzuführen.
Wir übernehmen die Kaiserliche Würde im Bewußtsein der Pflicht, in deutscher Treue die Rechte des Reiches und seiner Glieder zu schützen, den Frieden zu wahren, die Unabhängigkeit Deutschlands, gestützt auf die geeinte Kraft seines Volkes, zu verteidigen. Wir nehmen sie an in der Hoffnung, daß dem Deutschen Volk vergönnt sein wird, den Lohn seiner heißen und opfermütigen Kämpfe in dauerndem Frieden und innerhalb der Grenzen zu genießen, welche dem Vaterland die seit Jahrhunderten entbehrte Sicherung gegen erneute Angriffe Frankreichs gewähren. Uns aber und Unseren Nachfolgern an der Kaiserkrone wolle Gott verleihen, allzeit Mehrer des Deutschen Reiches zu sein, nicht an kriegerischen Eroberungen, sondern an den Gütern und Gaben des Friedens auf dem Gebiet nationaler Wohlfahrt, Freiheit und Gesittung.“

Daraufhin brachte der Großherzog von Baden einen Hochruf auf „Seine Majestät, Kaiser Wilhelm“ aus, den die übrigen Anwesenden dreimal erwiderten. Die Zeremonie endete, während sich die Hurra-Rufe der aufgestellten Truppen nach außerhalb fortsetzten. Der Ausdruck „Kaiser Wilhelm“ vermied den genauen, verfassungsgemäßen Titel „Deutscher Kaiser“, mit dem sich Wilhelm noch nicht anfreunden konnte.
Lediglich das Großherzogtum Hessen, das Herzogtum Braunschweig und die Fürstentümer Reuß (Jüngere und Ältere Linie), Schwarzburg-Sondershausen, Waldeck und auch Lippe waren bei der Kaiserproklamation in Versailles nicht vertreten.

### Darstellung durch Augenzeugen
Das Zeremoniell wird in zahlreichen Publikationen der Zeit beschrieben und die wichtigsten Personen und ihre Funktion werden im Detail geschildert. Um die unterschwelligen Kontroversen durch mythische Begriffe zu verhüllen, wurde zum Beispiel davon gesprochen, dass die Krone „vom Blut aller deutschen Stämme gekittet“ worden sei. Die Gründung des Deutschen Reiches vollzog sich in einer widersprüchlichen Mischung aus Bescheidenheit und Großspurigkeit.
Die brieflichen Schilderungen des neuen Kaisers Wilhelm I., des Bundeskanzlers Bismarck, der als Motor der Reichsgründung fungierte, und die öffentliche Darstellung des Historikers Albert von Pfister, der als Soldat anwesend war, stimmen in dem Faktum überein, dass im Spiegelsaal ein Feldaltar (an Stelle eines Throns) aufgebaut worden sei. Während Wilhelm I. das Religiöse des Zeremoniells hervorhebt, stößt sich Bismarck am politischen Gehalt der Predigt, weil er eine tatsächliche Stimmung religiöser Einkehr offenbar der Siegespose vorgezogen hätte. Bismarck kritisiert erstaunlich offen das Verhalten des Kaisers, der sich scheut, als Autorität gegenüber den Fürsten aufzutreten und sich lieber als Kriegsherrn sieht, der mit seinen Getreuen über die Unterlegenen triumphiert. Daher habe Wilhelm spontan die Fürsten zu sich auf die gleiche Ebene geholt. In Pfisters Schilderung entfällt der religiöse Schwerpunkt der Zeremonie, den Wilhelm wie Bismarck betonen. Er betont dagegen die polarisierende öffentliche Wirkung. Die drei Berichte erscheinen authentischer als spätere Darstellungen, besonders die Schilderungen in Quelleneditionen und Schulbuchdarstellungen zwischen 1918 und 1945, die alle unter dem dominierenden Eindruck der schockierenden Niederlage des „Bismarck-Reiches“ im Ersten Weltkrieg entstanden sind.

## Sichtweise der süddeutschen Staaten
Die Regierungen der süddeutschen Staaten Großherzogtum Baden, Großherzogtum Hessen, Königreich Württemberg und Königreich Bayern standen der Einheitsbewegung unterschiedlich gegenüber – dies teils um eine großdeutsche Lösung nicht zu verhindern oder um die eigene Souveränität zu wahren.
Das Großherzogtum Baden stand vorbehaltlos hinter der Einigung. Großherzog Friedrich I. und Ministerpräsident Julius Jolly artikulierten bereits am 3. September 1870 Beitrittswünsche. Sie hatten bereits 1867 und wiederholt im Frühjahr 1870 den Beitritt in den Norddeutschen Bund beantragt, den der Norddeutsche Reichstag auf Bismarcks Betreiben wegen außenpolitischer Rücksichtnahme ablehnte (Interpellation Lasker).
Das Königreich Württemberg war großdeutsch-österreichisch gesinnt. Unter dem Einfluss der württembergischen Deutschen Partei sandte das Kabinett unter König Karl I. am 12. September einen Gesandten in das deutsche Hauptquartier in Frankreich, um Verhandlungen mit dem Norddeutschen Bund über eine Vereinigung zu führen.
Die Regierung des Großherzogtums Hessen war eher großdeutsch eingestellt. Jedoch gehörte die nördlich des Mains gelegene Provinz Oberhessen und auch die Truppen des restlichen Großherzogtums (Hessen südlich des Mains) bereits zum Norddeutschen Bund, was eine gewisse Zwangslage für die Regierung unter Großherzog Ludwig III. bedeutete. Auch befürworteten die Bevölkerung und der Thronfolger, der spätere Ludwig IV. die kleindeutsche Lösung. Dementsprechend ließ die Regierung von der großdeutschen Idee ab und trat in Verhandlungen mit dem Norddeutschen Bund.
Von allen deutschen Herrschern stand der König von Bayern der deutschen Einheit am stärksten ablehnend gegenüber. Ludwig II. war stets auf seine Souveränität bedacht. Er hatte sich vom preußischen König Wilhelm brieflich versprechen lassen, die Selbstständigkeit und Integrität Bayerns zu wahren. Unter dem Einfluss der Bayerischen Fortschrittspartei unter Marquard Barth war die Kammer weitgehend für die deutsche Einheit. Um nicht isoliert zu werden, trat Ludwigs Regierung mit dem Vorschlag eines Verfassungsbündnisses in die Verhandlungen ein. Dieses Verfassungsbündnis lief auf die Gründung eines neuen Bundes mit neuer Bundesverfassung hinaus. Bismarck wollte den Südstaaten und vor allem Bayern die Möglichkeit geben, das Gesicht zu wahren. So steht in den Novemberverträgen das Wort Gründung oder Neugründung, wenngleich es sich verfassungsrechtlich nur um einen Beitritt handeln konnte (nach Art. 79 der Bundesverfassung).

## Folgen und Bewertung

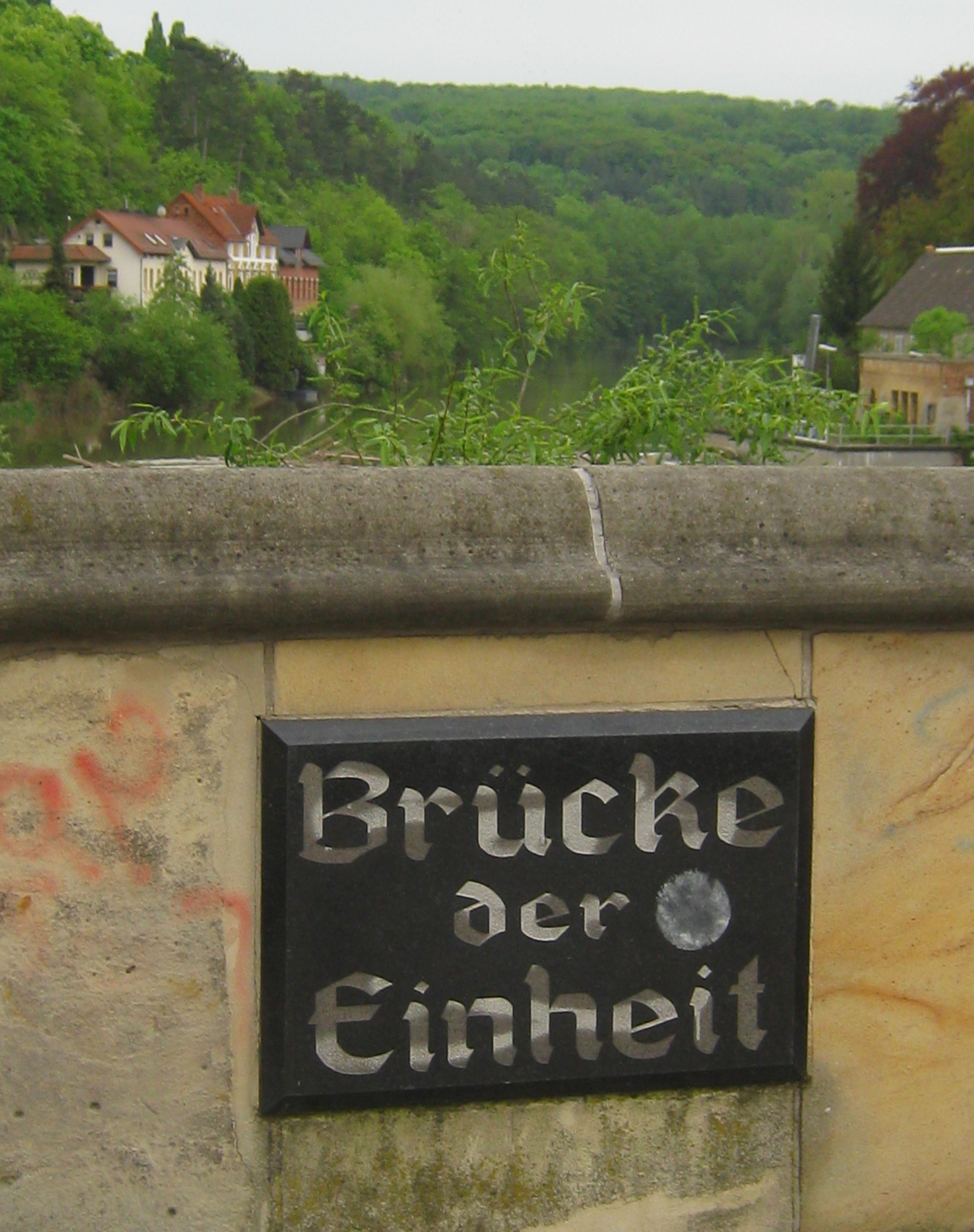
Saalebrücke Bad Kösen (2013)

Der Spiegelsaal von Versailles verband die Kaiserproklamation am 18. Januar 1871 mit dem Sieg im Kriege und war von einer Dominanz der Uniformen und der Demonstration eines Militärstaates bestimmt. Fürstliche Obrigkeiten, einzelstaatliche Kabinette und Preußens militärische Macht führten das neue Reich. Hans-Ulrich Wehler nannte die Veranstaltung eine „anachronistische Imitation einer Heerkaiserwahl“. Das Reich von 1871 war aber dennoch „vieles zugleich: Bundesstaat, konstitutioneller Verfassungsstaat, Kaiserstaat, preußischer Hegemonialstaat, Macht- und Militärstaat, vor allem war es ein Nationalstaat.“ Dies gilt, obwohl in der Verfassung das Wort Nation gar nicht vorkam. Eine nationale deutsche Staatsbürgerschaft wurde nicht eingerichtet (→ Bundesglieder des Deutschen Reichs). Den vierzig Millionen Einwohnern des Reichs standen etwa 25 Millionen Deutschsprechende gegenüber, die außerhalb seiner Grenzen blieben. Daher wird es oft als „unvollendeter Nationalstaat“ bezeichnet.
Der Krieg Frankreichs gegen den Norddeutschen Bund und die Armeen mit ihm verbündeter süddeutscher Staaten hatte der nationalen Bewegung in ganz Deutschland, auch wenn es noch zu keinem Bundesstaat zusammengefasst war, starke Impulse vermittelt und den letzten Anstoß für die staatliche Einigung gegeben, die an besagtem Tage auf dem Boden des nahezu geschlagenen Gegners verkündet und gefeiert wurde. Die Stimmung unter den Deutschen soll am Tage der Kaiserproklamation leidenschaftlich gewesen sein, während der Kaiser selbst sich eher nüchterner zeigte. Der zu diesem Zeitpunkt schon ins Alter gekommene Wilhelm I. hatte nach eigener Auffassung „die glänzende preußische Krone gegen eine Schmutzkrone vertauschen müssen“, wie er seinem Sohn, dem damaligen Kronprinzen Friedrich, mitteilte. Er bezeichnete es als ein großes Unglück, was er zu tragen habe, da die Staatsräson es ihm abverlange. Auch in einem Brief an seine Gemahlin Augusta, in dem er zudem den militärisch geprägten Ablauf der Proklamation schilderte, beklagte er, den preußischen Titel verdrängt zu sehen.
Dass infolge des Krieges und gegen dessen Ende der endgültige Schritt zur deutschen Einheit stand, erscheint demnach als unmittelbarer Sieg der Volksbewegung, muss jedoch unter der Berücksichtigung vieler weiterer Aspekte gesehen werden. Vor den in Versailles anwesenden deutschen Fürsten, Prinzen, Ministern, Diplomaten sowie Generälen wurde in einer Proklamation an das deutsche Volk, die von Bismarck verlesen wurde, die Annahme der deutschen Kaiserwürde durch den König von Preußen verkündet. Die zivilen Parlamentarier spielten kaum eine Rolle, trotzdem war die bürgerliche Nationalbewegung ein konstitutives Element der Reichsgründung und somit auch des Reiches. Hagen Schulze schrieb: „Gewiß wurde das Deutsche Reich nicht durch Reden und Majoritätsbeschlüsse, sondern durch Blut und Eisen geeint, aber nichts führte zum Erfolg, das auf die Dauer dem Massennationalismus entgegenstand.“
Stürmer zufolge wurde das Kaisertum den Umständen entsprechend errichtet, bevor noch der Deutsche Reichstag die Chance gehabt hätte, die künftige Verfassung zu beraten und zu beschließen. Lediglich eine parlamentarische Adresse an den preußischen König empfahl ihm die Wiedererrichtung der Kaiserwürde. Der Wunsch eines Nationalstaates, der von der breiten Volksmasse gefordert wurde, sollte erfüllt werden, aber nur unter der Berücksichtigung vieler Faktoren. Unter anderem waren die Hegemonie Preußens, die Stellung der Gliedstaaten, die Aufrechterhaltung einer starken Monarchie, das Zugeständnis einer schwächeren nationalen Demokratie entscheidende Faktoren dieser Reichsgründung. Das nach Ort und Zeit befremdliche Ereignis war bedingt durch das Bedürfnis, einen Moment zu nutzen, als weder die innenpolitischen noch die außenpolitischen Gegner eines preußisch-deutschen Nationalstaats zu entscheidendem Widerstand fähig waren.

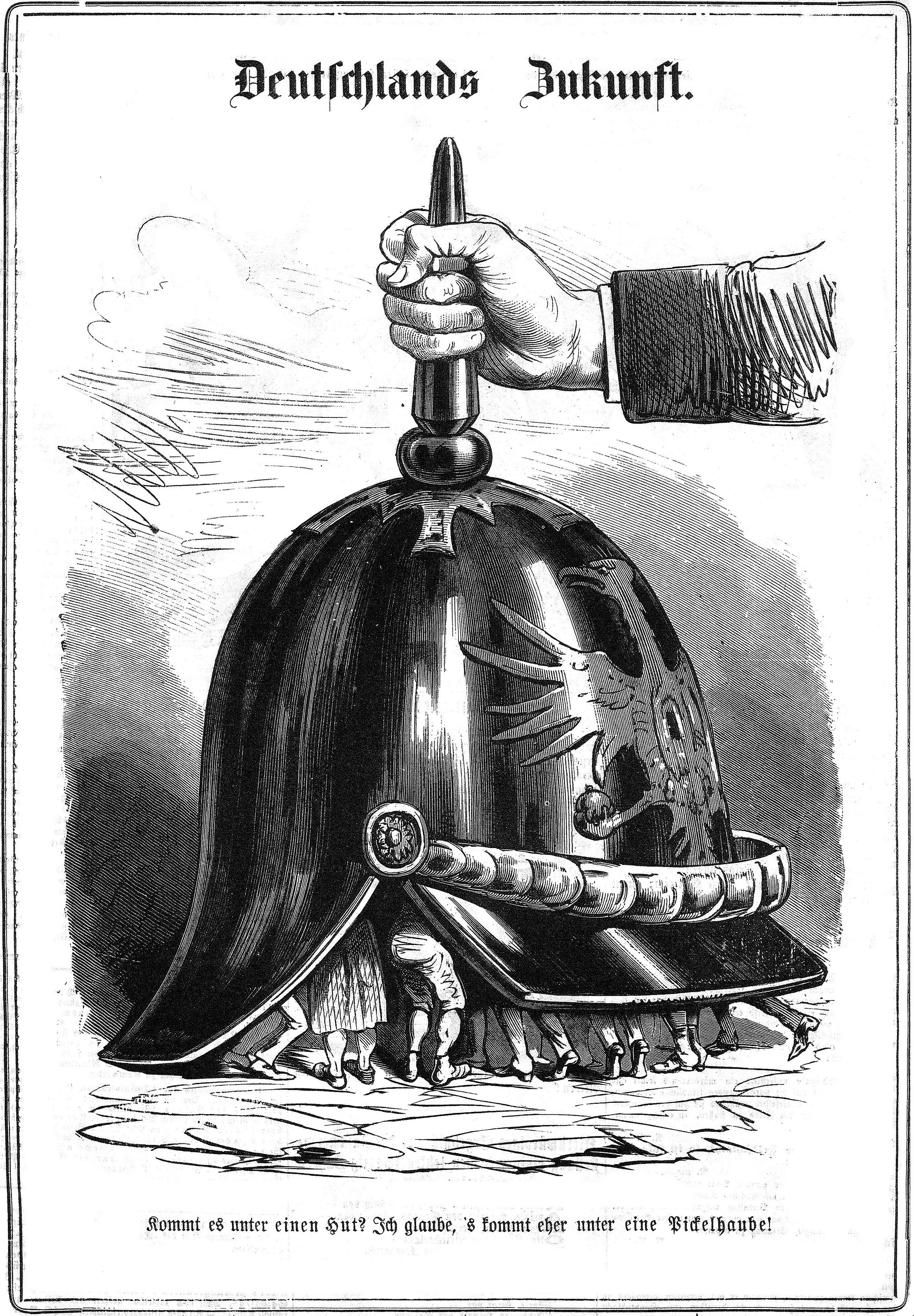
Deutschlands Zukunft, 1870, Karikatur in der österreichischen Satirezeitschrift Kikeriki mit der Bildunterschrift: „Kommt es unter einen Hut? Ich glaube, ’s kommt eher unter eine Pickelhaube!“

Im Wesentlichen waren es zwei Gesichtspunkte, die dafür sprachen, die Reichsgründung so zügig wie möglich zu vollenden: Einerseits sollte das neue Reich noch während des Krieges begründet werden, weil dadurch der Partikularismus der süddeutschen Staaten geschwächt war und weder Österreich noch Frankreich den Südstaaten zu Hilfe hätten eilen können. Österreich war erschöpft und nahezu handlungsunfähig durch den preußisch-österreichischen Krieg von 1866 (in dem beide Mächte um die Führungsrolle im Deutschen Bund gekämpft hatten) und Frankreich entkräftet durch den noch andauernden Deutsch-Französischen Krieg. Die bayerische Regierung hatte zu Beginn dieses Krieges noch ihre Souveränität betont und wollte nichts davon preisgeben. Doch selbst die Entscheidungsträger aus dem Königreich Bayern gelangten aufgrund der Umstände Mitte September zu der Einsicht, dass sie aus außen- wie innenpolitischen Gründen ein nationales Bündnis eingehen mussten.
Zum anderen galt es seinerzeit für Preußen, die außenpolitische Lage grundsätzlich zu beachten und den Moment zu nutzen. Frankreichs Macht war zwar gebrochen, doch der Krieg zog sich hin, und die Franzosen suchten Verbündete, um ein Gegengewicht zur preußisch-deutschen Expansion zu formen. Sie appellierten an England, Russland, Österreich-Ungarn und Italien, die sich im Spätsommer als sogenannte Liga der Neutralen etabliert hatten. Die Rolle Frankreichs in der letzten Phase vor Kriegsausbruch und die Kriegserklärung Frankreichs gegen Preußen hatten zunächst dazu geführt, dass der Krieg auf Deutschland und Frankreich begrenzt blieb und die übrigen europäischen Mächte sich nicht einmischten.
Im Laufe des Krieges hatten die Deutschen allerdings ihre Annexionsforderungen erhoben, während Frankreich Friedensbereitschaft und die Hinnahme einer preußischen Lösung der deutschen Frage signalisiert hatte, aber auf der Verteidigung der territorialen Grenzen pochte. Dies änderte auch die grundsätzliche Stimmung innerhalb Europas, so dass eine Kritik gegenüber den nun expansiven Ansprüchen Preußens beziehungsweise der deutschen Staaten nicht ausblieb. Eine Intervention der noch neutralen Großmächte gegenüber Deutschland war zu diesem Zeitpunkt keinesfalls auszuschließen gewesen, doch herrschte diesbezüglich in diesem Moment keine Einigkeit unter den Neutralen. Österreich setzte eher auf Verständigung mit Preußen, um so die Anziehungskraft des neuen Reiches auf die Deutschen Österreichs aufzufangen und vielleicht Unterstützung für die eigene Balkanpolitik zu gewinnen. Das Russische Reich, zu Beginn des Krieges und unter anderem bedingt durch die zuvor erlittene Niederlage im Krimkrieg zunächst zurückhaltend, nutzte dann aber die Gunst der Stunde des Deutsch-Französischen Krieges, um die sogenannte „Pontus-Klausel“ des Pariser Friedensvertrages, die das Schwarze Meer neutralisierte, aufzukündigen. Dies brachte das Vereinigte Königreich zunächst einmal gegen das Russische Reich auf und verhinderte somit auch ein gemeinsames Vorgehen des zaristischen Russlands und Großbritanniens gegen Preußen. Auch der Abschluss der Einigung Italiens stand entgegen einer europäischen Front zu Gunsten Frankreichs, denn Italien machte sich die französische Niederlage im Deutsch-Französischen Krieg zunutze, ohne auf entscheidenden Widerstand zu stoßen. Frankreich war zuvor gezwungen, die Schutztruppen abzuziehen. Somit konnte Preußen eine „Europäisierung der deutschen Frage“ verhindern.
Der konservative Oppositionsführer im britischen Unterhaus Benjamin Disraeli nannte den Deutsch-Französischen Krieg am 9. Februar 1871 eine Revolution, die das Gleichgewicht der Kräfte in Europa zerstöre. In einem anderen Sinn beschreibt auch Wehler den Prozess der Reichseinigung als Revolution, aber als Revolution von oben. Durch geschicktes Vabanquespiel habe Bismarck gemeinsam mit der preußischen Militärmacht die „deutsche Doppelrevolution“ vollendet: nach dem Take-off zur Industriellen Revolution die Gründung eines deutschen Nationalstaats unter preußischer Hegemonie. In Deutschland selber wurde die Reichseinigung dagegen nicht als Revolution, sondern im Gegenteil als Niederlage der Französischen Revolution und ihrer Prinzipien wahrgenommen.

### Deutsch-französische Beziehungen
Die Wahl des geschichtsträchtigen Versailles als Veranstaltungsort der sichtbaren deutschen Einigung zementierte auf Jahrzehnte die deutsch-französische Erbfeindschaft. Von allen europäischen Großmächten war Frankreich von der deutschen Einigung am stärksten betroffen. Im Gegensatz zu den Verfechtern der Französischen Revolution, die auf der Basis einer Volksbewegung und dem Willen des Volkes ihren neuen Staat aufzubauen versucht hatten, der unter der Jakobinerherrschaft im Terror endete, demonstrierte am 18. Januar 1871 die preußische beziehungsweise dann deutsche Führungsschicht einen konträren Weg zur Gründung eines neuen Reiches. An diesem Tage wurde der Kontrast sichtbar zwischen dem „Willensakt der Nation“ selbst, der gescheiterten deutschen Revolution von 1848 und der reellen Reichsgründung, die als ein Ergebnis diplomatischer Aktionen das Werk weniger Männer und der preußischen Macht gewesen war.

### Staatsrecht
Das Oberhaupt dieses neuen Reiches wurde nicht durch das deutsche Volk, sondern durch die Herrscher der Einzelstaaten, die deutschen Bundesfürsten, eingesetzt und blieb ein Herrscher von Gottes Gnaden. Obwohl er oft als „Reichssouverän“ bezeichnet wurde, lag die Souveränität des Reichs beim Bundesrat, der ersten Kammer der Legislative, also bei der Gesamtheit der verbündeten Staaten als Kollektivsouverän. Dort waren die Gliedstaatsregierungen durch Beamte vertreten. Preußen verfügte zwar nur über 17 von 61 Stimmen, weil die Stimmzahl nicht dem Einwohnerproporz entsprach, doch das genügte für die Sperrminorität von 14 Stimmen, mit der Änderungen der Verfassung verhindert werden konnten. Diese Zahl ergab sich aus dem Verzicht auf die laut Artikel 78 der Verfassung des Norddeutschen Bundes für Verfassungsänderungen erforderliche Zweidrittelmehrheit. Im Reich sollten neben Preußen auch die drei anderen Königreiche mit zusammen 14 Stimmen Änderungen der Verfassung verhindern können. Bei Meinungsverschiedenheiten im Militärwesen und in der Verwaltung entschied im Bundesrat „das Präsidium“, also der König von Preußen. Der Föderalismus, als dessen Ausdruck der Bundesrat fungierte, spielte für die Verfassungswirklichkeit des Reichs keine zentrale Rolle. Er sollte nur die faktische Hegemonie Preußens über alle anderen Teilstaaten kaschieren.
Das Kaiserreich sorgte durch das für seine Zeit sehr fortschrittliche Reichstagswahlrecht für eine beträchtliche Demokratisierung. Mit seinen beiden Machtzentren – dem demokratisch gewählten Parlament mit Budgetrecht und Gesetzgebungskompetenz auf der einen, der starken kaiserlichen Regierung, die über Militär, Außenpolitik und Ausnahmezustand entscheiden durfte, auf der anderen Seite – war das 1871 gegründete Reich eine konstitutionelle Monarchie. Diese Beschreibung stößt in der Forschung aber auch auf Kritik. Der Staatsrechtler Hans Boldt weist darauf hin, dass der Kaiser, anders als die deutschen Fürsten, nie „Träger der gesamten Staatsgewalt“ wurde. Daher sei das Kaiserreich nicht „einfach eine konstitutionelle Monarchie im Großen“ gewesen. Hans-Ulrich Wehler kritisiert die Bezeichnung konstitutionelle Monarchie als nicht trennscharf genug, um die Verfassungswirklichkeit des Kaiserreichs zu erfassen. Seines Erachtens bestand „im Gehäuse einer konstitutionellen Monarchie“ eine charismatische Herrschaft Bismarcks mit einer Machtfülle, die bis an die einer Diktatur herangereicht habe. Sie sei nach Bismarcks Entlassung von einer Polykratie abgelöst worden, in der das Persönliche Regiment Wilhelms II., der Reichskanzler sowie verschiedene in der Verfassung nicht vorgesehene Schlüsselfiguren am Hof, in Bürokratie und Militär, aus Wirtschaft und Interessenverbänden sich rivalisierend gegenübergestanden hätten. Der Rechtswissenschaftler Udo Di Fabio wiederum betont stärker die demokratischen Elemente der Verfassung und nennt das Kaiserreich eine Demokratie „mit konstitutionellen ‚Schönheitsfehlern‘“.
Die Frage, ob es sich bei der Reichsgründung rechtlich um eine Inkorporation oder eine Fusion handelte, wird unterschiedlich beantwortet. Auch wenn die süddeutschen Staaten nicht dem Norddeutschen Bund, sondern dem Deutschen Reich beitraten, handelte es sich nach Kotulla um einen Beitritt, das Reich sei keine Neuschöpfung, sondern eine Reform des Norddeutschen Bund gewesen. Dieses Verständnis sei herrschende Lehre in der Staatsrechtsliteratur. Auch Oliver Dörr ist der Ansicht, dass diese Rechtsauffassung „sich in der deutschen Staatslehre ganz überwiegend durchgesetzt hat“, wenngleich „insgesamt […] innerstaatliche und völkerrechtliche Praxis ein zwiespältiges Bild“ böten. In den Handbüchern des Völkerrechts von Georg Dahm, Jost Delbrück und Rüdiger Wolfrum sowie von Wolfgang Graf Vitzthum und Alexander Proelß wird die Reichseinigung 1870 dagegen als Fusion bezeichnet.

### Bundesglieder des Deutschen Reichs
Das Deutsche Reich bestand aus 25 „teilsouveränen“ bzw. „nahezu autonomen“ Staaten mit jeweils einer eigenen Staatsbürgerschaft. Ob die Souveränität in diesem neuen Gebilde bei den Einzelstaaten oder beim Reich liegen sollte, das heißt, ob es als Staatenbund oder föderativer Bundesstaat zu qualifizieren sei, war nach Bismarcks Intervention bewusst offen gelassen worden. Die verfassungsrechtliche Unbestimmtheit einer solchen staatstheoretischen Frage eröffnete politische Spielräume für den Beitritt der süddeutschen Fürsten und war damit eine Bedingung für die Annahme der Verfassung; für die Staatsrechtslehre hingegen musste diese politisch in der Schwebe gelassene, aber zentrale juristische Frage dringend geklärt werden. Eine längere Diskussion kam schließlich zu dem Ergebnis, dass das Reich ein souveräner Staat war, da die Kompetenz-Kompetenz nach allgemeiner Überzeugung beim Reich lag.
Die Bundesangehörigkeit war mit der Staatsangehörigkeit der einzelnen Bundesstaaten verknüpft, d. h., sie wurde durch die Staatsangehörigkeit erworben und erlosch mit deren Verlust. Eine eigene deutsche Staatsbürgerschaft wurde nicht geschaffen. Stattdessen sah die Verfassung ein gemeinsames Indigenat vor, das heißt, ein Reichsbürger besaß über seine Gliedstaatsangehörigkeit auch die Bundesangehörigkeit.
Das Deutsche Kaiserreich setzte sich nach der Verfassung vom 16. April 1871 aus den folgenden Gliedstaaten zusammen:

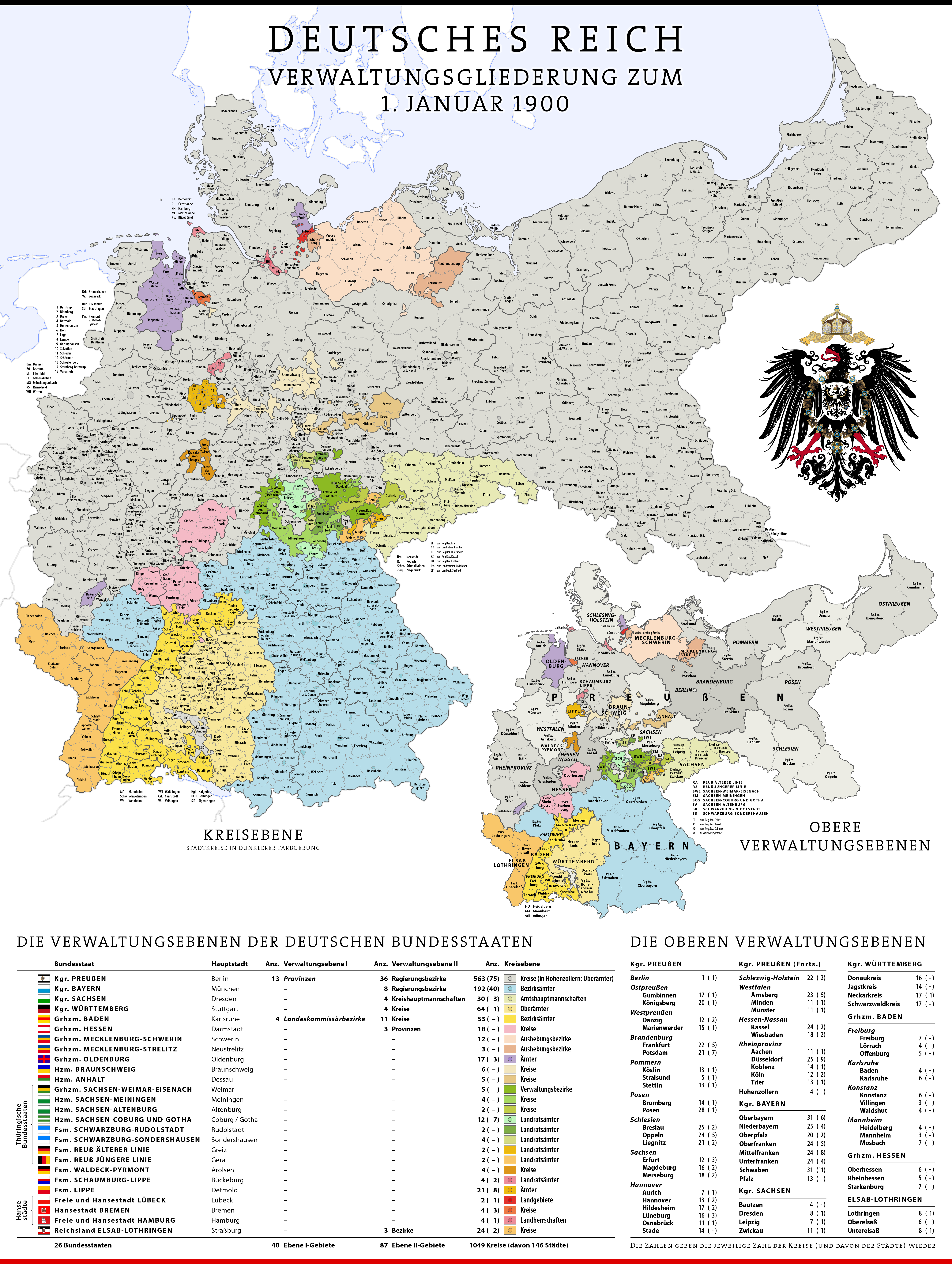
Verwaltungsgliederung (1. Januar 1900)

- Königreiche: Preußen, Bayern, Württemberg, Sachsen
- Großherzogtümer: Baden, Mecklenburg-Schwerin, Hessen, Oldenburg, Sachsen-Weimar, Mecklenburg-Strelitz
- Herzogtümer: Braunschweig, Sachsen-Meiningen, Anhalt, Sachsen-Coburg-Gotha, Sachsen-Altenburg
- Fürstentümer: Lippe, Waldeck, Schwarzburg-Rudolstadt, Schwarzburg-Sondershausen, Reuß jüngerer Linie, Schaumburg-Lippe, Reuß älterer Linie
- Freie und Hansestädte: Hamburg, Lübeck, Bremen

Größe und Bedeutung der 25 Einzelstaaten waren sehr ungleichgewichtig. Preußen nahm mehr als zwei Drittel des deutschen Staatsgebiets ein und verfügte über fast ebenso viel seines Staatsvolks. Da der preußische König in Personalunion deutscher Kaiser war und das Amt des Reichskanzlers fast immer von preußischen Ministerpräsidenten ausgeübt wurde, lag auch die Staatsgewalt weitgehend in preußischen Händen. Preußen war der alles dominierende „empire state“, weshalb das Deutsche Reich verschiedentlich als ein „Großpreußen“ beschrieben wird.
Elsass-Lothringen wurde durch Gesetz vom 25. Juni 1873 als Reichsland verfassungsrechtlich dem Bundesgebiet einverleibt, nachdem es als vormals ostfranzösische Gebiete bereits am 2. März 1871 völkerrechtlich wirksam an Deutschland abgetreten (Inkrafttreten des Präliminarfriedens mit Frankreich) und am 28. Juni 1871 (Inkrafttreten des Reichsgesetzes vom 9. Juni 1871 über die Vereinigung von Elsaß und Lothringen mit dem Deutschen Reich, RGBl. 1871, S. 212) staatsrechtlich inkorporiert worden war. Erst 40 Jahre nach seiner organisationsrechtlichen Eingliederung, die als (bis zum Ende des Kaiserreichs nicht prinzipiell geänderte) unmittelbare Unterstellung unter die durch den Kaiser ausgeübte Reichsgewalt „mit einem Grundbaustein der Reichsverfassung, dem ausgeprägten Föderalismus, schlichtweg unvereinbar“ war, wurde Elsass-Lothringen 1911 den Ländern weitestgehend gleichgestellt. Seither war es auch im Bundesrat vertreten.

## Filme
- Kaiserspiel in Versailles. Gezeigt auf: ARTE, Deutschland/Ungarn 2020 („Deutscher Kaiser“ versus „Kaiser der Deutschen“, Bismarck und König Ludwig, Belagerung von Paris).